# Goldflügel-Buschammer
Die Goldflügel-Buschammer (Arremon schlegeli), früher als Goldflügel-Ruderammer bezeichnet, ist eine in Südamerika beheimatete Vogelart aus der Familie der Neuweltammern.

## Merkmale
Goldflügel-Buschammern erreichen eine Länge von bis zu 16 cm und ein Gewicht von 27 g. Sie haben einen vollständig schwarzen Kopf und als einzige Art der Gattung keinen Überaugenstreif. Die schwarze Färbung des Kopfes setzt sich über die Halsseiten bis zu einem auf der Brust unterbrochenen Kragen fort. Der Schnabel ist bei adulten Männchen goldgelb, bei Weibchen weniger kräftig gefärbt und bei Jungvögeln schwarz. Rücken und Flanken sind grau, der Bauch ist weiß, bei Weibchen matter als bei den Männchen. Die Schultern sind kräftig gelb. Die Flügeldecken und der obere Rücken sind olivgelb. Bei Tieren im Nordosten Venezuelas bleibt der Rücken grau. Der Rest der Flügel und der Schwanz sind dunkelgrau.

## Verbreitung und Gefährdung

Verbreitungsgebiet der Goldflügel-Buschammer (grün)

Die Goldflügel-Buschammer bewohnt tropische und subtropische Trockenwälder und Buschformationen in Venezuela und Kolumbien in Höhen bis 1300 m. Sie wird auf Grund des großen Verbreitungsgebietes und der anscheinend stabilen Population als ungefährdet („Least Concern“) klassifiziert.

## Systematik
Die Art wird in folgende Unterarten unterteilt:
- Arremon schlegeli schlegeli Bonaparte, 1850[6] kommt im nördlichen Kolumbien mit Ausnahme der Guajira-Halbinsel sowie in Venezuela vor.
- Arremon schlegeli fratruelis Wetmore, 1946[7] kommt auf der Guajira-Halbinsel vor.
- Arremon schlegeli canidorsum J. T. Zimmer, 1941[8] ist im  nördlichen zentralen Kolumbien verbreitet.